# Elecciones estatales de Yucatán de 1987
Las elecciones estatales de Yucatán de 1987 se llevaron a cabo el domingo 22 de noviembre de 1987, y en ellas se renovaron los siguientes cargos de elección popular en el Estado mexicano de Yucatán:
- Gobernador de Yucatán. Titular del Poder Ejecutivo del estado, electo para un periodo de seis años no reelegibles en ningún caso, el candidato electo fue Víctor Manzanilla Schaffer.
- 106 ayuntamientos o comunas. Compuestos por un Presidente Municipal y regidores, electos para un periodo de tres años no reelegibles para el periodo inmediato.
- Diputados al Congreso del Estado. Electos por mayoría relativa en cada uno de los Distrito Electorales.

## Resultados electorales

### Gobernador
|  | 10.4 % |

|  | 85.4 % |

|  | 100.00 % |

### Ayuntamientos

#### Ayuntamiento de Motul
- Mario Cuevas Lujano  Hecho

| Predecesor: Elecciones estatales de Yucatán de 1984 | Elecciones estatales de Yucatán 1987 | Sucesor: Elecciones estatales de Yucatán de 1990 |